# هولشتاين كيل
نادي هولشتاين كيل الرياضي (بالألمانية: .Kieler Sportvereinigung Holstein von 1900 e.V) هو نادي كرة قدم ألماني تأسس في 7 أكتوبر 1900 مقره في مدينة كيل بولاية شلسفيغ هولشتاين. ويلعب في الدوري الألماني.

## التاريخ
في 14 يناير 2021، فاز فريق هولشتاين كيل علي بايرن ميونخ في بطولة كأس المانيا بعد التعادل 2/2 خلال الوقت الأصلي للمباراة، واستطاع الفريق أن يحافظ على شباكه في الوقت الإضافي، ثم فاز بركلات الترجيح 6 / 5.